# Saropogon limbinervis
Saropogon limbinervis là một loài ruồi trong họ Asilidae. Saropogon limbinervis được Macquart miêu tả năm 1855. Loài này phân bố ở miền Australasia.